# Bep van Klaveren
Lambertus van Klaveren, detto Bep (Rotterdam, 26 settembre 1907 – Rotterdam, 12 febbraio 1992), è stato un pugile olandese.

## Palmarès
Olimpiadi
- 1 medaglia:
  - 1 oro (pesi piuma a Amsterdam 1928)